# Hapalotremus albipes
Hapalotremus albipes là một loài nhện trong họ Theraphosidae.
Loài này thuộc chi Hapalotremus. Hapalotremus albipes được Eugène Simon miêu tả năm 1903.